# Ganzhi Wushi Meihuazhuang
Il Ganzhi wushi meihuazhuang 干支五式梅花桩 (traducibile in italiano come "Pali del Fiore di Prugno con 5 figure e tronchi e rami") è una branca dello stile Meihuaquan. Il nome viene sovente abbreviato dai praticanti in Meihuazhuang ed è a sua volta un'abbreviazione di Tiangan Dizhi Wushi Meihuazhuang.

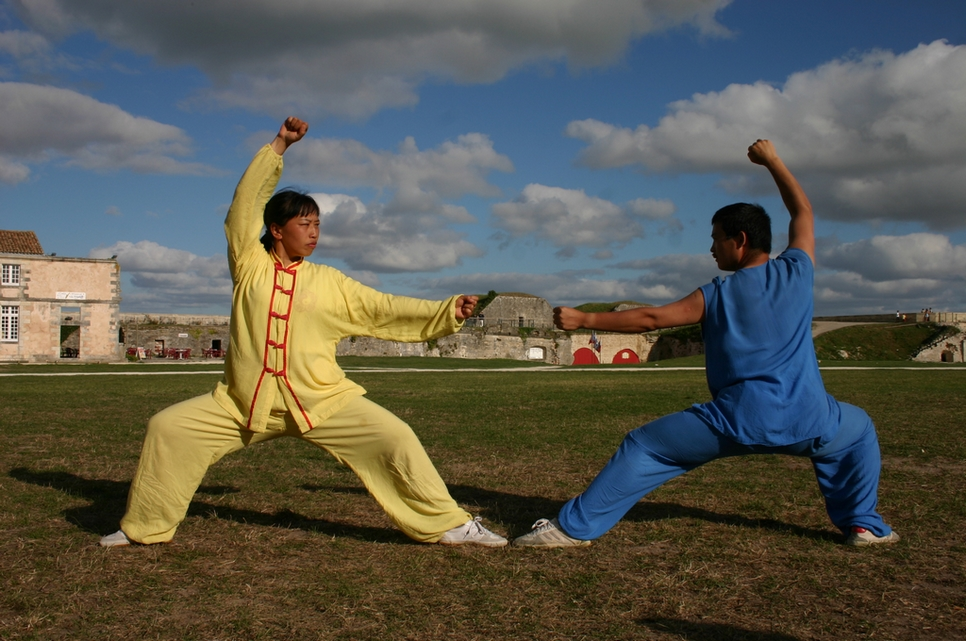
Dashi大式 (势): posizione collegata al metallo.

Secondo il testo Meihuaquan mipu, questo stile apparterrebbe alla Kunlun pai. Il fondatore leggendario Yun Pan, avrebbe vissuto nel Tempio di Xuanjin del Palazzo di Qingjing, situato nel distretto di Yunchengxiao vicino alla montagna Kunlun.
A partire dalla ottava generazione, il maestro Zhang Congfu ha creato una nuova variante dello stile e nell'area dell'Hebei, soprattutto attorno a Pingxiang, Weixian e Guangzong, fino a Liaocheng e Liangshan in Shandong, questa pratica ha preso il nome di Xiaojia in contrapposizione a tutte le pratiche precedenti che prendono il nome di Dajia.
Il Baijiazhi Meihuaquan è un esempio di Dajia.

## Xiaojia
Gli esercizi più importanti della scuola sono il Jiazi, gli Shoutao, il Chengquan, Yingquan, il Gongquan, il Ningquan, oltre agli esercizi con le armi.
Una caratteristica preminente è la presenza di 5 figure, i Wushi 五式, alternate a movimenti fluidi.
Nell'immagine i maestri Yan Yan e Ren Junmin eseguono la figura Dashi